# Re:Monster
 (mai 2024).
Si vous disposez d'ouvrages ou d'articles de référence ou si vous connaissez des sites web de qualité traitant du thème abordé ici, merci de compléter l'article en donnant les références utiles à sa vérifiabilité et en les liant à la section « Notes et références ».
 (mai 2024).
- Si vous ne connaissez pas le sujet, laissez ce bandeau (vous pouvez alors contacter les auteurs).
- Si vous supprimez le contenu mis en cause (vous pouvez préalablement contacter les auteurs),

argumentez précisément cette suppression dans la page de discussion
(un manque de référence n'est pas un argument ; une recherche réelle de référence doit avoir été effectuée, être formellement documentée).
Re:Monster (リ・モンスター) est une série de light novels écrite par Kogitsune Kanekiru et illustrée par Yamaada. Elle est publiée en ligne entre mai 2011 et 2018 sur le site Web de publication de romans générés par les utilisateurs Shōsetsuka ni narō. Il a ensuite été acquis par Alphapolis, qui a publié neuf volumes principaux, un volume d'histoire parallèle et un volume supplémentaire entre août 2012 et août 2017. Une adaptation manga avec des illustrations de Haruyoshi Kobayakawa est publiée en ligne via le site Web manga d'AlphaPolis depuis mars 2014 et a été rassemblé en 11 volumes tankōbon. Une suite de light novels écrite par Kanekiru et illustrée par Naji Yanagida, intitulée Re:Monster: Ankoku Tairiku-hen, a commencé sa publication par AlphaPolis en juillet 2018, avec quatre volumes publiés jusqu'à présent. Une adaptation en anime produite par Studio Deen est diffusée depuis avril 2024.

## Synopsis
Après un assassinat sauvage des mains d'une femme luxurieuse, le dénommé Kanata Tomokui se réincarne dans un autre monde, au sein d'une tribu de gobelins. Bien que ces monstres soient parmi les plus faibles, le jeune spécimen, baptisé Goburo par le doyen du clan, a conservé les souvenirs de son passé d'humain, ainsi que son pouvoir extra-sensoriel : Absorption. Grâce à cette compétence permettant de récupérer les pouvoirs de ce qu'il mange, il va devenir le plus fort de sa tribu et le chef d'un groupe de mercenaires légendaire, Parabellum.

## Personnages

### Parabellum
Le groupe de mercenaires fondé par Goburo ; ils sont composés de diverses races et de leurs espèces évoluées respectives. Goburo a tendance à endoctriner les survivants et les sauveteurs sans aucun autre endroit où aller ; au-delà des relations professionnelles.
Goburo (ゴブ朗, Goburō) : Autrefois un homme nommé Kanata Tomokui, après avoir été poignardé à mort par une femme au cœur d'une ville futuriste, il renaît sous la forme d'un mâle gobelin chauve à la peau verte et reçoit le nom de Goburo. Toutefois, ses yeux ont des pupilles (comme pour les femelles de son espèce), et il conserve son intellect (supérieur à celui de ses congénères) et ses souvenirs passés, ainsi que son pouvoir extra-sensoriel : Absorption; grâce auquel il récupère les pouvoirs de ce qu'il mange. Étant, avec Gobukichi, l'un des plus rapides à évoluer, il devient un hobgobelin divergent (reconnaissable à sa peau noire) en seulement deux semaines; le plus surprenant, c'est qu'il ressemble alors au jeune homme qu'il était dans sa vie passée. Après un combat où il y a laissé son bras gauche, il a triomphé de l'ours rouge vivant dans les montagnes du nord, ce qui lui vaut une évolution en ogre rare; depuis qu'il a défendu le tombeau du mage Velvet, il porte le bras artificiel de ce dernier : Airgeatlámh, un équipement légendaire. Par la suite, il continuera d'évoluer, devenant un lord apôtre. Le combat contre l'impératrice dragon fait partie des plus durs qu'il ait jamais connu; après cette bataille où il a frôlé la mort,  Goburo a gagné une deuxième paire de bras, dû à son évolution en overlord. 
Bien que Goburo ait fécondé ses femmes à peu près au même moment, leurs mises bas se produisent au hasard ; leur corps s'adaptant rapidement à l'état du troisième trimestre. Tous les accouchements doivent se faire par césarienne (effectuée par lui, car seul Goburo possède les connaissances médicales), car elles ne peuvent pas accoucher normalement.
Gobukichi (ゴブ吉, Gobukichi) : Le frère de couvent de Goburo. Bien que plus grand que lui, il s'en remet à l'intelligence de Goburo et est un disciple dévoué. Avec l'aide de Goburo, il évolue également en hobgobelin. Puis il devient un ogre divergent à la peau rouge. Il évolue ensuite en minotaure, ce qui le gêne car sa grande silhouette est incompatible avec son amour, Gobue. Heureusement, ce problème disparaît quand cette dernière devient un titan. 
Gobumi (ゴブ美, Gobumi) : Une femelle gobelin. Elle fait partie d'un trio de chasse avec Goburo et Gobukichi et se consacre à Goburo. Plus tard, elle évolue également en hobgobelin. Elle est la seule épouse de Goburo à être originaire de la tribu, évoluant en dhampir divergent; Gobumi doit porter des lunettes spéciales pour empêcher son charme d'affecter tout le monde. Ces mêmes lunettes ne sont plus nécessaires lorsqu'elle devient un vampire noble; cette nouvelle évolution lui permettant de contrôler pleinement ses pouvoirs.
Gobue (ゴブ江, Gobue) : Autrement connue sous le nom de « E ». Elle est la compagne de Gobukichi et travaille pour l'équipe minière de la tribu. Après que Kichi soit devenu un minotaure, les deux ne pouvaient plus être intimes sans craindre que E ne soit blessée ; cela a changé lorsqu'elle a évolué vers un titan de même taille.
Hobsei (ホブ星, Hobusei) : Également connue sous le nom de « Sei ». Elle est de la génération précédant celle de Goburo. Comme elle est dédiée à la magie, elle a fini par évoluer en lord mage.
Hobsato (ホブ里, Hobusato) : Mieux connue sous le nom de « Sato ». Elle est de la même génération que Hobsei. Grâce à sa soif de combat, elle est devenue un ragnar.

### Amantes de Goburo
À l'origine, elles avaient été enlevées par les pilleurs de la tribu de Goburo pour produire plus d'enfants. Goburo les a protégées, aidant les filles à mettre leurs compétences à profit ; cela aida la tribu à progresser dans la technologie et la culture. Elles sont tombées amoureuses de lui pour sa gentillesse, mais exigent une attention collective, pour ne pas être jalouses si l'une d'elle reçoit son affection.
Rubelia Walline : cette jeune femme rousse est la 4ème femme humaine de Goburo, ainsi que la seule à ne pas être d'une classe de soutien. Elle a évolué en une classe de guerrier spéciale, un soldat noir, après avoir mangé de la chair de monstre; mais ce grand pouvoir a un prix : elle a besoin de consommer régulièrement la viande en question, sous peine de voir son corps se détériorer. Elle mettra son enfant au monde 100 jours après les sœurs Timiano.
Félicia et Alma Timiano : Ce sont des jumelles blondes, ainsi que d'excellentes cuisinières grâce à qui la tribu a appris à confectionner des plats sophistiqués; elles sont aussi tailleuses. Elles ont respectivement donné naissance à la fille aînée et au 1er fils de Goburo. Félicia est la 2ème femme humaine de ce dernier, Alma en est la 3ème.
Emily Furado : Une jeune fille brune fournissant la tribu en armes et en accessoires grâce à ses talents de forgeronne; Emily invente souvent des objets que Goburo a connu dans son ancien monde. Elle développe, améliore et perfectionne l'arsenal de Parabellum grâce à sa fascination pour les pierres esprits; Emily est aussi la 5ème femme humaine de Goburo.
Spinel Fean : une alchimiste portant des lunettes. Comme le montre sa classe, elle est souvent demandée pour créer, entre autres, des potions. Spinel est la 1ère femme humaine à tomber amoureuse de Goburo; Ce dernier l'ayant sauvée d'un hobgobelin ayant tenté de la violer, elle l'a remercié d'un baiser.

### Autres
Rubilia (ルービリア, Rūbiria) : Deuxième princesse du royaume de Sternbuild. Naïve, mais dotée de la capacité héritée de la télépathie, Rubilia cherche la liberté après avoir été assignée à résidence pendant des années en raison de la puissance de son pouvoir. Elle cherche à devenir reine un jour, en utilisant le groupe de mercenaires de Goburo comme vassaux pour améliorer sa réputation.

## Light novels

### Re:Monster
| no | Japonais          | Japonais          |
| no | Date de sortie    | ISBN              |
| -- | ----------------- | ----------------- |
| 1  | 7 août 2012       | 978-4-434-16934-2 |
| 2  | 13 décembre 2012  | 978-4-89637-473-5 |
| 3  | 10 mars 2013      | 978-4-434-17713-2 |
| 4  | 9 décembre 2013   | 978-4-434-18518-2 |
| 5  | 5 août 2014       | 978-4-434-19508-2 |
| 6  | 7 mars 2015       | 978-4-434-20318-3 |
| 7  | 1er décembre 2015 | 978-4-434-21313-7 |
| 8  | 7 août 2016       | 978-4-434-22240-5 |
| 9  | 3 août 2017       | 978-4-434-23608-2 |

### Re:Monster: Ankoku Tairiku-hen
| no | Japonais       | Japonais          |
| no | Date de sortie | ISBN              |
| -- | -------------- | ----------------- |
| 1  | 2 juillet 2018 | 978-4-434-24799-6 |
| 2  | 1er mai 2019   | 978-4-434-25891-6 |
| 3  | 3 mai 2020     | 978-4-434-27525-8 |
| 4  | 31 mars 2024   | 978-4-434-30333-3 |

## Anime

### Liste des épisodes

#### Saison 1
| No | Titre français  | Titre japonais | Titre japonais | Date de 1re diffusion |
| No | Titre français  | Kanji          | Rōmaji         | Date de 1re diffusion |
| --- | --------------- | -------------- | -------------- | --------------------- |
| 1 | Re:Born         |                |                | 5 avril 2024          |
| Après avoir été poignardé à mort par une tueuse à gages, Kanata Tomokui se réincarne dans un autre monde, au sein d'une tribu de gobelins. Papy Gob, le doyen de la tribu, le baptise Goburo et le nourrit de larves d'insectes. Au 4ème jour de sa deuxième vie, il quitte la grotte pour la première fois et fait équipe avec Gobukichi, le plus robuste des gobelins de sa génération, pour chasser. Par chance, Goburo a conservé son pouvoir extra-sensoriel : Absorption; ainsi, il acquiert les pouvoirs de ses proies. Les deux mâles montent très vite de niveau et sont rejoints dans leurs parties de chasse par Gobumi, la plus belle des femelles. Ils partagent même leurs prises avec leurs camarades n'ayant pas réussi à attraper ne serait-ce qu'un lapicorne. Au matin du 14ème jour, ayant atteint le niveau 100, Goburo et Gobukichi ont évolué, devenant des hobgobelins; Goburo est le plus chanceux des deux, car il est devenu un spécimen divergent : la protection du dieu du trépas et de l'aurore l'a rendu noir. 3 jours après, Gobumi a elle aussi évolué. |                 |                |                |                       |
| 2 | Re:D Bear       |                |                | 12 avril 2024         |
| Les membres de l'ancienne génération rentrent chez eux, dont deux femelles hobgobelins. Les hommes ont apporté des fournitures volées aux humains et ont enlevé cinq femmes (des jumelles, une rousse, une alchimiste et un forgeron). Goburo bat Hobken, le chef de l'ancienne génération, pour devenir le chef incontesté de la tribu; ainsi, il assure la sécurité des cinq. Les filles commencent à faire confiance à Goburo, qui leur donne le débarras comme chambre. Quelques gobelins plus âgés, dont Hobken, tentent de violer les filles, ce qui amène Goburo à les battre à mort comme exemple au reste de la tribu ; personne n’osera plus le défier. Gobumi et la Rousse commencent à partager le lit de Goburo avec lui. En explorant, Goburo finit par tuer et manger le fameux Ours Rouge; résultant en son évolution vers un ogre; bien qu'il perde son avant-bras gauche dans le combat. |                 |                |                |                       |
| 3 | Re:Use          |                |                | 19 avril 2024         |
| Après avoir effrayé tout le monde avec son nouveau look, Goburo découvre qu'il ne peut plus se séparer des autres car il est maintenant trop fort. Les filles humaines se sont habituées à la vie avec Goburo, rendant Gobumi jalouse qu'il envisage un harem; les filles ne s'en soucient pas, tant qu'il les aime également. Gobue trouve un carbuncle artificiel mourant nommé Litana, qui demande à Goburo de sauver le trésor de son maître des aventuriers cupides; c'est plein d'objets légendaires, que son maître ne voulait pas que les humains aient. Goburo tente de négocier, mais il finit par manger les aventuriers et leur équipement alors qu'ils se révèlent grossiers. Litana rend l'âme en paix, puis Goburo mange sa gemme; après ça, la tribu récupère les trésors du maître de Litana, le mage Velvet. Parmi les trésors se trouve une main gauche artificielle, qui s'attache au système nerveux de Goburo une fois posée sur son moignon; lui donnant une nouvelle main fonctionnelle. Chaque hobgobelin de la nouvelle génération s'équipe d'au moins un trésor; deux d'entre eux se révèlent avec des conditions de mage. Un jour, Goburo tombe sur une dryade; pour éviter de servir d'engrais à son arbre, il prend le dessus sur elle, lui faisant passer un bon moment. Voyant les suçons sur son cou, Gobumi, Félicia, Alma, Emily, Spinel et Rubelia se montrent jalouses; alors, pour les apaiser et satisfaire leur besoin d'amour, il passe une nuit avec elles. |                 |                |                |                       |
| 4 | Re:Ject         |                |                | 26 avril 2024         |
| Un groupe d’elfes se présente devant la tribu des gobelins. Leur chef les somme de rejoindre leur armée pour affronter les humains, ce qui n’est pas pour plaire à Goburo qui ne tarde pas à remettre les pendules à l'heure. Le chef du groupe d'elfes revient pour se venger, alors que ses hommes, eux, ont compris que provoquer le chef des gobelins est une mauvaise idée. Résultat, Goburo capture aisément les elfes et les soumet à des duels contre ses guerriers, au cours desquels une part des elfes a la vie sauve; seul le chef elfe est immédiatement dévoré, alors que les elfes vainqueurs rejoignent la tribu de Goburo en tant que prisonniers. Peu de temps après, Gobukichi revient de chasse, ayant évolué en ogre divergent. Cela le ravit, car il a rattrapé Goburo sur le plan de l'évolution. Et ce n'est pas tout : un hobgobelin se révèle avec des conditions de mage; un autre, nommé Gobuji, se révèle avec des conditions de clerc; enfin, Hobsei devient un lord semi mage. Après une démonstration de ses pouvoirs, Goburo lui offre un nouveau bâton. Lors d'une chasse à l'orc, il dévore également un aventurier tué par l'orc qu'il a attrapé. Ne pouvant évoluer, certains mâles de l'ancienne génération se résolvent à quitter la tribu; en cadeau d'adieu, Goburo offre à chacun d'eux un couteau de mithral. Spinel parvient à synthétiser de l'alcool. Toute la tribu est mise au courant du départ de leurs aînés, mais tient à rester. Goburo fabrique des récepteurs audio sous forme de boucles d'oreilles, et après un test concluant, tout le monde s'en équipe. La tribu commence même à dompter des monstres animaliers pour s'en faire des montures; le premier familier étant une tricorne. Goburo obtient deux familiers : un ours cendré et un loup noir alpha; de plus, Rubelia, qui a vaincu à elle seule trois kobolds, est promue soldat noir après avoir mangé la chair de l'un de ses adversaires. Depuis, elle progresse à vitesse grand V. Le 60ème jour, les kobolds fuient, pourchassés par les gardes squelettes du tombeau de Velvet. La tribu les laisse entrer dans la grotte, et les squelettes se font briser les os à coups de pied, de poing, de coude, de genou et de tête. Goburo met fin à l'invasion en sept secondes en battant le squelette géant à la tête de l'escadron de morts vivants; pour le remercier, les kobolds intègrent la tribu. |                 |                |                |                       |
| 5 | Re:Ady          |                |                | 3 mai 2024            |
| Lors d'une partie de chasse, Goburo et Gobukichi tombent sur douze humains armés. Les suivant discrètement, ils réalisent que ce sont des ravisseurs ayant l'intention de capturer la fille du chef des elfes et qu'ils ont été informés par une taupe. L'escorte est massacrée, et un homme anesthésie la jeune fille avec un linge imbibé de narcotique; heureusement, Goburo piège les assaillants dans des cocons de fils et sauve ainsi la demoiselle en détresse. Lors de l'interrogatoire, les douze assaillants capturés avouent que leur armée attaquera dans vingt jours, avant de finir dans l'estomac de Goburo. La jeune fille s'avère être un membre des hauts elfes, ce qui est démontré par la présence d'ailes. Goburo, accompagné de Gobukichi, la raccompagne chez elle. Pour le récompenser, le chef des elfes lui offre l'arc Failnaught, un trésor antique. Goburo révèle les infos soutirées aux ravisseurs, et une amitié naît entre les elfes et la tribu mixte (les deux chefs font même un échange commercial). Avant de partir, Goburo reçoit une potion et des barils d'alcool. Le lendemain marque trois évolutions : Gobumi devient un dhampir divergent; Hobsato devient un semi ragnar; et Gobue devient un semi titan. Papy Gob, ravi de voir autant de ses protégés évoluer aussi vite et dans des formes si variées, leur donne des petits surnoms témoins de leurs natures d'êtres supérieurs. Désormais membres libres de la tribu, les elfes de la troupe d'élite reçoivent leurs émetteurs, tout comme les kobolds; Goburo s'occupe de leur entraînement, notamment en les faisant affronter les squelettes noirs qu'il peut maintenant invoquer. Après avoir apprivoisé 20 loups noirs supplémentaires, la tribu trouve un broiglier, que Gobue tue; Emily, promue forgeronne élémentaire, a réparé la hallebarde de Goburo, tout en lui ajoutant des propriétés magiques grâce à des pierres d'esprit. Grâce à Goburo et Gobumi, Gobukichi et Gobué parviennent à se déclarer mutuellement leur flamme ; à la suite d'une chasse aux scarabées et aux mantes avec ses trois compagnons, Goburo obtient des compétences très pratiques, comme Exosquelette. Rubelia s'améliore, et Félicia et Alma sont promues chefs cuisinières, tandis que Spinel devient une créatrice d'objets. Le jour J venu, des elfes envoyés par le chef préviennent la tribu de l'arrivée de l'armée humaine et leur confient un contrat : vaincre les soldats humains, quitte à en tuer. Goburo leur donne alors un communicateur à remettre au chef des elfes. Ainsi voit le jour la plus puissante des troupes de mercenaires; l'unité Parabellum. |                 |                |                |                       |
| 6 | Re:Medy         |                |                | 6 mai 2024            |
| Profitant de l'aube pour attaquer un campement de l'armée humaine, les membres de Parabellum partent sur leurs familiers rendus furtifs par un sort de silence. Une fois la barrière détruite, les soldats humains se retrouvent pris au piège, bombardés de sorts de feu, de glace et de trépas, aux prises avec les soldats squelettes noirs. Quatre soldats d'élite se démarquent chez l'ennemi : une chevaleresse; un mage; un clerc; et une guerrière armée d'une épée de feu. Goburo décide de les épargner, tandis que les autres soldats seront tués ou serviront de pâture. Tandis qu'il affronte la chevaleresse en combat singulier, le champ de bataille devient, pour les soldats ennemis, un carnage à sens unique (Parabellum ne déplorant aucune perte). La chevaleresse tente une attaque suicide, via un sort de niveau 5 du mage, permettant de créer un dragon d'énergie. Toutefois, Goburo la sauve avec une stratégie risquée mais efficace : la superposition de la compétence Attaquéchine et de deux boucliers de mana. Après cette victoire totale, les membres de Parabellum fêtent leur 1ère bataille avec les elfes; puis Goburo vient voir les prisonnières. Après quelques cachotteries, il les équipe de boucles d'oreilles pour leur faire dire la vérité, obtenant une info croustillante : les troupes alliées du royaume de Sternbuild et de l'empire Kirika se sont divisées pour une attaque multifront; il fait ensuite part de l'itinéraire de l'escadron principal. Les 500 hommes qui constituent cet escadron se retrouvent très vite piégés; le capitaine, bien plus expérimenté, dit aux 100 rescapés de bâtir une barricade pour se protéger. Après un duel à l'arme blanche, Gobukichi triomphe du capitaine; une nouvelle victoire écrasante. Alors que les chevaliers d'origine noble se plaignent d'être emprisonnés comme du bétail, le capitaine, originaire du peuple, leur fait la morale en leur rappelant qu'ils sont au moins nourris, logés et blanchis. Durant l'interrogatoire, il révèle que la princesse de Sternbuild souffre d'une maladie que seule la potion magique des elfes peut guérir; cette guerre est donc le fruit de la cupidité humaine. En creusant, Gobue trouve une source d'eau chaude; après aménagement, un bain public est inauguré dans la grotte. Le lendemain, les prisonniers humains participent à l'entraînement, et le capitaine de Kirika affronte Goburo, puis Gobukichi. Pendant le déjeuner, il se confie au chef des mercenaires : dans son pays natal, les humains et les demi-humains cohabitent harmonieusement; de plus, il préfère discuter avec eux plutôt qu'avec les nobles de son espèce, arrogants et racistes. Voyant que Goburo a réussi à créer une société proche de l'utopie, il décide de rallier sa cause; compréhensif, Goburo libère le capitaine et fait de lui le nouveau maître d'armes de Rubelia. En buvant la potion, Goburo obtient Régénération Rapide et Guéri-Sang; ce qui lui permet de soigner un prisonnier blessé grâce à son sang. |                 |                |                |                       |
| 7 | Re:Sist         |                |                | 17 mai 2024           |
| Lors de l'attaque du 3ème camp humain, Goburo sort l'arbalète intégrée à son bras gauche et utilise sa lance comme une flèche, faisant mouche en visant l'un des ennemis, avant que le reste de la troupe ne soit décimé. En 20 minutes à peine, le camp entier est rasé; après la bataille, Goburo utilise Liquéfaction pour absorber les cadavres. Le lendemain, Goburo, Rubelia et Thérèse se rendent au village des elfes. Les filles sont gênées d'être mal vues simplement parce qu'elles sont des humaines; heureusement, Goburo les rassure en disant que le chef est bien plus aimable. Ce dernier, avec sa fille, revient de la cuisine. Lors du déjeuner, Goburo et le chef des elfes adoptent une stratégie faisant de la prochaine bataille la dernière : l'envoi de leurs troupes d'élite respectives. Pour accéder à une requête de Thérèse sans mettre le feu aux poudres, Goburo utilise un avatar furtif afin de donner discrètement la potion aux humains. La nuit de la bataille décisive, les 650 soldats demi humains se préparent, s'attendant à l'arrivée de l'un des Braves Héros, 8 grands chevaliers bénis chacun par un puissant dieu. Tandis que les autres font le ménage aux alentours, Goburo frappe le camp en plein cœur, aidé par des squelettes noirs auxquels il a ajouté des mini-clones pour les protéger du soleil. Une fois une bonne partie des soldats ennemis effondrés, il envoie les squelettes encore entiers aider ses compagnons, avant de décimer le noyau principal du camp avec un torrent d'eau et de sang. Alors qu'il commence à se délecter de la chair d'une chimère, un jeune homme aux cheveux verts et aux yeux composés lui demande s'il veut jouer. Goburo le reconnaît : c'est Philippe le Héros Insecte, l'un des Braves Héros. Bien que flatté d'être connu par un être aussi puissant, Philippe avoue qu'il n'aime pas trop être appelé par son titre officiel, disant que, quand un inconnu le prononce, il en est dans une colère noire. Goburo comprend que son adversaire jouit de la protection du dieu des démons insectes; de même, Philippe devine que son ennemi est béni lui aussi (bien que, sur ce sujet, Goburo tient sa langue). Le Brave Héros utilise d'abord des nécrophores, des vers parasites faisant des cadavres humains des monstres insectes; face à eux, le chef de Parabellum tient le coup et les décime. Philippe appelle alors Altim, son mille-pattes géant, en renfort. Par chance, Goburo parvient à tromper son regard à facettes, avant de frapper un grand coup une fois Altim reparti suffisamment loin. Philippe n'a d'autres choix que de sortir l'une de ses bottes secrètes : un exosquelette fait des cadavres de ses nécrophores; de son côté, Goburo sort son propre exosquelette, et le duel tourne au combat aérien. Finalement, Philippe s'extirpe de sa carapace et prend la poudre d'escampette. La guerre s'est achevée sur le départ des humains, mais à un lourd prix : les demi humains comptent 30 morts, dont des membres de Parabellum. Les survivants prient pour leur repos en paix, avant d'incinérer leurs corps sans vie sur le bûcher. |                 |                |                |                       |
| 8 | Re:Organisation |                |                | 20 mai 2024           |
| Avec l'expérience accumulée lors de la dernière bataille, certains membres de Parabellum ont évolué durant la nuit : quelques hobgobelins sont devenus des ogres; et les kobolds sont devenus des fantassins, leur chef étant désormais un samouraï (ce qui lui offre un physique plus humanoïde et un nom véritable). Gobuji, Gobufu et Gobume sont les exemples évolutifs les plus marquants : le premier est maintenant un semi saint, la deuxième une goule, et la troisième un dodomeki. Goburo décide de rendre leur liberté aux prisonniers, les laissant profiter de leur affranchissement et proposant à ceux qui n'ont nulle part où aller de rejoindre provisoirement leur communauté. Toutefois, certains d'entre eux, dont 3 lords, se montrent récalcitrants, vindicatifs et arrogants, jugeant qu'ils n'ont pas d'ordres à recevoir de soi-disant "inférieurs bouseux"; cela déplaît aux concernés, bien décidés à prouver leur potentiel. L'un des membres du trio, un ifrit nommé Nekki, défie Gobumi en une série de combats singuliers (croyant à tort qu'elle dirige la communauté); cependant, en voyant que le vrai chef est un ogre noir, lui et sa camarade Fuuki, un zéphyr, se moquent de lui, sans savoir que Goburo est plus intelligent et plus fort qu'ils ne l'imaginent. Comme ils sont les 1ers à l'affronter, Nekki et Fuuki invoquent leurs orbes et lancent une attaque combo; mais Goburo les bat facilement en y mettant toute sa puissance, faisant de même avec les autres récalcitrants. Les blessés sont soignés ; quant au reste des affranchis, ils expriment de plein gré leur reconnaissance envers leur sauveur. Un dhampir ayant tenté de courtiser Gobumi a même reconnu Goburo comme son supérieur légitime, après que ce dernier l'ait roué de coups de poing pour le punir. Les 50 membres provisoires se répartissent les tâches : les récalcitrants vaincus suivent l'entraînement de Gobukichi pour se calmer; les nains deviennent les collègues d'Emily... Goburo teste Synthèse avec des orbes et des sphères, ainsi que des compétences (créant une vulnérabilité dont il se débarasse); il teste aussi Mort du Chaos. Mais comme ceci le fatigue mentalement au début, il a besoin de se reposer un peu. Après une bonne nuit de sommeil, il améliore les thermes et suggère au chef des elfes d'en faire la promotion auprès de son peuple. Il entraîne les 10 nouvelles recrues personnellement; et les nains lui offrent un gage de gratitude et d'amitié : un marteau de guerre forgé par leurs soins. Alors qu'il se promenait, Doriane, la dryade qu'il avait rencontré, lui offre un sac de graines de légumes et d'arbres fruitiers; ainsi, la communauté peut commencer à pratiquer l'agriculture. Le 89ème jour, certains des membres provisoires rentrent chez eux; les prisonniers nobles, hypnotisés par Gobumi, sont également renvoyés à leurs patries, servant d'espions à Parabellum. Comme l'armée humaine se retire (n'ayant plus de raison de continuer de guerroyer), la forêt retrouve la paix; et le chef des elfes invite ses alliés au banquet de Rutolf. Pendant ce banquet rendant hommage à ceux tombés à la guerre, il parle de son frère, idéaliste, parti voir le monde extérieur. À son retour, Goburo se délecte des dernières pierres d'esprit offertes par la bonté de Litana et Velvet; puis il synthétise le mille-pattes ossu, un moyen de transport vivant servant de diligence, à partir d'ossements de squelettes noirs, qu'il recouvre ensuite de gel d'avatar pour pouvoir l'utiliser de jour comme de nuit. Il prépare ainsi un voyage dont feront partie ses concubines. Les travaux des thermes finis, les derniers membres provisoires voulant rentrer à la maison quittent leur foyer d'accueil. Le champ cultivable porte les fruits de ceux l'ayant entrenu, et Parabellum célèbre le banquet de bienvenue de ses nouveaux membres. Le troisième membre du trio des lords, un até nommé Genki, révèle à Goburo que, là où ils se rendent, les demi-humains sont victimes de racisme, à moins d'être aidé par un noble humain. La veille du grand jour, la troupe de mercenaires se répartit en 5 groupes, chacun devant suivre 4 consignes : récolter des infos sur le monde extérieur, essayer de résoudre les problèmes futurs de façon autonome, travailler dur pour élever les niveaux individuels et rester en vie autant que possible. Et c'est enfin le grand départ, chaque équipe partant de son côté. Goburo, Gobumi, Emily, Rubelia, Spinel et les sœurs Timiano partent pour la cité de Trient, emmenant avec eux les 3 jeunes lords. |                 |                |                |                       |
| 9 | Re:Stive        |                |                | 27 mai 2024           |
| En à peine 3 jours, l'équipe 1 arrive à Trient, où 40% des habitants sont des semi humains; bien sûr, les gens paniquent à la vue de Goburo. Heureusement, les filles humaines parviennent à calmer le jeu en expliquant la situation aux gardes de la ville. Après s'être installés dans une auberge, Goburo leur propose de choisir, de leur plein gré, à la fin du séjour, si elles veulent rester à Trient ou rentrer au village de Parabellum avec lui. Rubelia fait visiter la guilde à ses amis semi humains; les sœurs Timiano et les autres font du shopping. Chaque assaillant de Goburo s'est retrouvé assommé. Une fois inscrit en tant qu'aventurier, Goburo part se promener sous l'apparence humaine qu'il avait en tant que Kanata Tomokui. Malgré les rumeurs circulant à son sujet, il déjeune à un resto de qualité. Lors de sa ballade dans une ruelle sombre, 6 brigands le prennent en tenaille; l'erreur de le sous-estimer leur coûte la vie et leur vaut de lui servir de hors d'œuvre. Goburo remarque que chacun appartient à un clan, comme l'attestent les anneaux qu'ils ont au doigt. C'est alors qu'il voit un jeune garçon crier au scandale face à d'autres bandits, qui semblent l'avoir arnaqué dans un accord frauduleux, fruit d'un potentiel enlèvement. Le jeune homme s'avère être un chevalier royal, au service de la princesse Rubilia Sternbuild; et comme les ravisseurs (du même clan que les voleurs de tout à l'heure) ne sont pas des hommes de parole, Goburo sauve le jeune chevalier en mettant les brigands K.O; avant de leur inoculer ses clones. Bien que le garçon se plaigne que ces canailles soient épargnés, le mercenaire lui dit qu'il a fait ça pour pouvoir trouver leur repaire; il lui donne ensuite sa carte d'appel, et lui révèle sa vraie forme avant de partir. Quand vient le soir, le jeune chevalier avoue que, lors d'une visite surprise, la princesse s'est discrètement éclipsée avant de se faire enlever. Goburo se rend donc à l'ancienne demeure de noble où se cache le clan, éteint la lumière, neutralise les criminels, délivre la princesse casse-cou et brûle le repaire; puis il suggère au chevalier servant de garder le silence sur cette affaire et de simuler un jeu. Voyant que le jeune homme est un peu trop honnête, Genki l'hypnotise pour s'assurer de son silence; et ils s'en vont discrètement. Le lendemain, Goburo reçoit une bonne nouvelle de la part de Gobuji : une jeune mère a mis au monde un bébé gobelin et un bébé hobgobelin, et l'accouchement s'est passé comme sur des roulettes. De leur côté, les filles humaines ont décidé de rester auprès de Goburo, qui leur a ouvert de nombreuses possibilités positives depuis leur 1ère rencontre. Contre toute attente, Rubilia vient à la rencontre de l'ogre rare pour le remercier et lui offre une mission : il doit l'escorter jusqu'à la capitale royale d'Osvel. Refusant au départ, Goburo, convaincu par ses fiancées humaines, accepte en échange d'une plaque d'or (l'équivalent de 1 million de pièces d'or). C'est donc accompagnés d'un membre de la royauté et d'un chevalier royal que les membres de l'équipe 1 quittent Trient pour se rendre à Osvel. En chemin, ils s'arrêtent pour chasser un troupeau de boruforu, dégustant ainsi un bon steak. Le seul boruforu épargné est apprivoisé, et le mille-pattes ossu prend un air de charrette pour passer inaperçu. Plus loin, Rubelia terrasse un lapilépée, le stade évolué du lapicorne. Goburo empêche aussi Rubilia de se faire blesser par une poulette géante. Gérer cette enfant insouciante n'est pas chose facile : elle manque de tomber du mille-pattes, et s'amuse à faire peur aux sœurs Timiano alors qu'elles préparaient le repas (cette mauvaise farce lui vaut une fessée de la part de Goburo). Le lendemain, tout le monde, même Nekki, Fuuki et Genki, chasse les tortues-serpents; Rubilia, pour se racheter pour hier, aide Félicia à la préparation. Tout le monde se régale de brochettes de serpent grillé. Goburo entraîne ensuite Rubilia et son chevalier personnel; l'une pour qu'elle puisse apprendre à se défendre de façon autonome, l'autre pour l'aider à améliorer sa forme physique et son endurance. Le jour suivant, ils longent le ravin, territoire des aigles des falaises et de leur roi, un aigle de jade. Goburo attrape une volée d'aigles des falaises, permettant à tout le monde de profiter de cuisses frites pour le petit déjeuner. Arrivé sur son territoire, Goburo affronte l'aigle de jade; bien que mutilé par ce dernier, il dévore son bras droit pour régénérer ses membres perdus. Il décide alors de passer aux choses sérieuses : revêtant son exosquelette, il sort ses fils et ligote l'aigle; c'était comme si l'aigle de jade perdait courage face à un ours rouge. Après le duel, Goburo fouille la dépouille de son adversaire, trouvant, près du cœur, la pierre mystique du roi des aigles de jade. Lui qui avait déjà les protections du dieu du trépas et de l'aurore, du demi-dieu du feu et du demi-dieu de la guerre, la 1ère bouchée de l'une de ses brochettes d'aigle de jade lui offre les compétences de son adversaire le plus coriace de la journée (notamment la protection du dieu des tempêtes). À son Exosquelette du Coléoptère s'ajoute un deuxième Exosquelette; Ailes du Roi des Aigles de Jade. Quand Rubilia lui pose la question suivante : <<Pourquoi tu manges toujours ton adversaire après l'avoir tué?>>, Goburo lui donne la même réponse qu'à ceux qui lui avaient posé cette question dans sa vie passée. Depuis, Rubilia s'assagit. |                 |                |                |                       |
| 10 | Re:Fulgent      |                |                | 7 juin 2024           |
| À l'arrivée de l'équipe 1 à Meilsun, les villageois prennent peur en voyant Goburo et sortent leurs fourches; heureusement, Rubilia calme le jeu en leur montrant le sceau de la cour de Sternbuild. Le malentendu dissipé, le chef du village héberge ses invités chez lui; après avoir admiré une cascade, ils profitent des sources thermales du coin. La fête bat son plein, bien qu'un homme ivre se fasse mettre K.O par Gobumi après lui avoir mis la main aux fesses. Lors du trajet vers la prochaine ville, Félicia et Alma paraissent bien pâles; Goburo leur suggère de se reposer, se chargeant lui-même des repas en attendant. Quelle n'est pas la surprise générale le lendemain, lorsqu'elles se retrouvent avec le ventre subitement gonflé ; le doute n'est plus permis : Félicia et Alma sont toutes deux enceintes des enfants de Goburo. Ce dernier en informe Gobuji et Papy Gob, et apprend que la gestation des bébés ogres est très courte et qu'ils sappent les forces de leur mère. Craignant que les jumelles ne se fassent dévorer de l'intérieur, il dirige le mille-pattes ossu vers une grotte pour pouvoir les aider à accoucher. Très vite, la situation devient alarmante, Félicia et sa sœur devenant rachitiques. Pour leur redonner des forces, Goburo arrache son bras et leur en donne la chair comme nourriture de qualité, bien qu'au départ elles refusent de le voir se mutiler pour les aider. Arrivés à la grotte en question, Nekki, Fuuki et Genki en chassent les résidents : des ours vishnu. Goburo installe des lits, y allonge les jumelles et stabilise leur état physique. Félicia est la 1ère à perdre les eaux. Sans perdre une seconde, Goburo et Gobumi prennent les rôles de chirurgien gynécologique et d'infirmière et commencent une césarienne en live via le clone vidéo, pour permettre à Gobuji de gagner des connaissances de médecine : le futur père anesthésie Félicia, lui fait une incision avec un scalpel qu'il a créé, et Gobumi extirpe le 1er bébé; puis ils s'occupent d'aider Alma. Tout s'est bien passé : Félicia a accouché d'une fille aux cheveux dorés, et Alma a eu un garçon aux cheveux argentés. Contre toute attente, les deux petits sont des ogres sang mélé; des êtres mi-humains, mi-monstres. Bien que ces êtres surpuissants soient généralement vus comme des parias par les humains et les demi-humains, Goburo préfère offrir à ses enfants beaucoup d'amour plutôt que de les abandonner à leur sort; Gobuji partage son avis. Chacun des deux bébés a un orbe de la forme d'une sphère : la fille, nommée Auro, en a un sur le dos de la main droite; le fils, nommé Argento, en a un sur le dos de la main gauche. Ainsi se fonde la famille de Goburo. Le jour suivant, le jeune père s'en va chasser par un jour de neige; il croise en chemin un cerf blanc. Étant trop puissant pour lui, l'animal lui fait cadeau de ses bois de cristal et file au grand galop. Goburo range son trophée de chasse dans sa boîte à objets, et entendant un bruit de combat, il se rend sur place. Un groupe d'aventuriers affrontait Balor, le roi des fomoires, accompagné de 4 soldats. Les aventuriers sont des experts, voire des professionnels; mais ils s'épuisent avant même que leur ennemi principal ne montre le moindre signe de fatigue. Goburo sort alors le fusil magique de son bras gauche et décapite Balor d'un seul sort de trépas. Voyant que le chef du groupe d'aventuriers a largement le niveau pour vaincre Balor lui-même, il les félicite pour leur combat, leur fait croire qu'il a agi sur ordre de son maître, et repart après avoir rangé la dépouille de Balor (dont il grignote des morceaux sur le chemin du retour). Auro et Argento, déjà en âge de parler et de marcher, l'appellent Papa; ce qui le met en émoi. Une fois les bois réduits en poudre, ils les avalent comme de la purée. En mangeant le dernier morceau de bois de cerf blanc, Goburo obtient des compétences indéchiffrables pour le moment, tandis que Rubelia est promue dévoreur de bêtes sacrées. Le matin du 113ème jour révèle la troisième évolution de Goburo : il est devenu un apôtre; il a perdu 50 centimètres, ses marques rouges sont devenues dorées, et une troisième corne lui a poussé au milieu du front. De plus, il arbore 5 orbes rouge écarlate : 2 sur les coudes, 2 sur les genoux, et un sur le torse. |                 |                |                |                       |
| 11 | Re:Match        |                |                | 10 juin 2024          |
| Le lendemain, c'est au tour d'Emily et de Spinel de se retrouver très vite en fin de grossesse; via un accouchement par césarienne, chacune met au monde un bébé différent : Emily devient la mère de Oniwaka, un garçon haut ogre ; quant à Spinel, l'enfant qu'elle met au monde est une fille humaine nommée Nikola. L'accouchement s'étant bien passé et les jeunes mamans étant en pleine forme, l'équipe 1 reprend le chemin vers la ville de Purgatory, où Rubilia se travestit pour passer inaperçu. Pendant que les mères se reposent à l'auberge avec les enfants, les autres vont se renseigner à la guilde des aventuriers; là-bas, certains membres demandent à Goburo s'ils peuvent l'affronter. Pour pimenter le combat, ce dernier leur suggère d'affronter le trio des lords à la place, promettant à ceux qui gagnent contre eux cinq plaques d'or (bien sûr, Gobumi est écartée du combat). Finalement, Nekki et ses amis remportent tous les combats haut la main, et Parabellum devient célèbre en ville. Plus tard, au marché, Goburo tombe sur un appareil photo magique et l'achète; de retour à l'auberge, il photographie sa fille aînée et son 1er fils. Le soir, il contacte les autres équipes : l'équipe 3, menée par Hobsato, appâte les brigands, les dépouille et dépense le butin acquis en grimoires; l'équipe 5 voyage à travers le pays et récolte des informations via le regard de Gobume; comme l'équipe 4 est désorientée sans chef, c'est Hobrin qui se voit attribuer le poste, à sa grande surprise. Mais lorsque Goburo tente de joindre l'équipe 2, menée par Gobukichi, il voit, à travers le communicateur, une scène perturbante : un ogre noir, similaire à celui qu'il était avant sa troisième évolution, se faisant tuer. Pour en avoir le cœur net, l'équipe 1 se rend à l'endroit où se trouve l'équipe 2 : la ville labyrinthique, Griffus. Pendant les deux jours de trajet, alors que Nikola dort beaucoup et que Oniwaka rampe à quatre pattes, Auro et Argento maîtrisent déjà la marche bipède. Gobumi a le blues de se sentir stagner sur son chemin évolutif et de ne pas avoir d'enfant; heureusement, Goburo la console, disant qu'il devient plus fort pour protéger sa famille et que le fait de ne pas avoir d'enfant n'impacte pas ses sentiments pour elle. Arrivés à Griffus, les membres de l'équipe 1 sont surpris : des aventuriers apeurés sortent du labyrinthe souterrain, ayant vu un minotaure au niveau inférieur. Supposant que le minotaure en question est Gobukichi, Goburo accompagne le maire à l'entrée du labyrinthe. Heureusement, les 3 équipes d'extermination ont été neutralisées sans faire de victimes, et Goburo a vu juste : Gobukichi a évolué une troisième fois, devenant un minotaure (ce qui fait de lui une nouvelle espèce); de même, Gobué a évolué pour devenir un titan divergent; d'où leur taille de géant. Ils avaient fait face à un miroir mental; un monstre télépathe capable de prendre la forme de l'adversaire le plus fort connu par sa cible. Gobukichi l'a affronté après qu'il a pris la forme de Goburo en tant qu'ogre rare; et il a évolué dans le feu de l'action. Ce que Goburo a vu, c'était la victoire de Gobukichi sur le miroir mental. Les deux frères et rivaux décident de s'affronter en duel pour tester leurs nouvelles formes respectives. Gobukichi se lâche, ayant renforcé son bouclier et sa hache dans le labyrinthe. Très vite, la situation manque de dégénérer; heureusement, Goburo attire les sorts de feu et de foudre sur lui pour protéger les spectateurs. Finalement, il sort vainqueur du duel. |                 |                |                |                       |
| 12 | Re:Start        |                |                | 17 juin 2024          |
| L'équipe 1 arrive enfin à Osvel. Tous profitent de leur séjour pour festoyer et se reposer au Palais d'Ambre. En plus de la plaque d'or promise, Goburo reçoit un bonus : le passe royal; grâce auquel il pourra circuler librement dans le royaume de Sternbuild. Il remet ensuite à Rubilia une carte pour le contacter, tout en parsemant des avatars à travers Osvel. Sur le chemin du retour, il redonne le sourire à Gobumi, rendue au niveau 89 en tant que dhampir, en lui faisant affronter des partenaires d'entraînement de taille : des fomoires noirs, des trolls noirs et des ogres noirs invoqués via la compétence Création de Géant Inférieur. Ainsi, Gobumi s'entraîne jusqu'à épuisement du mana; Goburo, plus endurant, la porte dans ses bras jusqu'au campement, où le dîner les attend. Au matin, il est le 1er à constater que l'entraînement d'hier a porté ses fruits : en effet, Gobumi a été reconnue comme étant son épouse, et elle a évolué une troisième fois; elle est désormais un vampire noble. De retour dans leur forêt résidentielle, les membres de l'équipe 1 se rendent compte que le reste de la troupe, une fois rentré, a aménagé et agrandi la grotte en une cité proche d'un château; des champs, des pâturages ont été ajoutés. Doriane a évolué en une dryanne, ce qui lui a permis d'emménager au QG de Parabellum; parmi les nouveaux arrivants, il y a les cait siths, des hommes-chats dont le côté mignon n'a d'égal que leur adresse aux travaux manuels. Mais hélas, Gobuji apporte une triste nouvelle : Papy Gob est cloué au lit, et sa dernière heure parmi les vivants est venue. Tout le monde lui rend visite, et Goburo lui présente ses enfants. Il donne même de nouveaux surnoms à certains de ceux ayant évolué, lui inclus. Papy Gob est délicieusement ravi : son fils adoptif le plus intelligent est devenu père de famille, ainsi qu'un apôtre; et tout ça en seulement quelques mois. C'est donc l'esprit paisible qu'il passe l'arme à gauche. Pour rendre hommage à son père adoptif, Goburo organise un tournoi de jauge de puissance après le bûcher funéraire; Auro, Argento et Oniwaka, déjà suffisamment grands, peuvent participer. À la fin du tournoi, Goburo, Gobukichi, Gobumi et Gobué se retrouvent au top 4 du classement. Tous sont fiers de leurs progrès. Le lendemain matin, avant le lever du soleil, Goburo reçoit une mission de la plus haute importance de la part de Rubilia, dont la récompense est colossale. Toute l'unité Parabellum s'apprête à partir. |                 |                |                |                       |